# Лесюв
Лесюв (пол. Lesiów) — село в Польщі, у гміні Ястшембія Радомського повіту Мазовецького воєводства.
Населення — 1084 особи (2011).
У 1975-1998 роках село належало до Радомського воєводства.

## Демографія
Демографічна структура станом на 31 березня 2011 року:
|          | Загалом | Допрацездатний вік | Працездатний вік | Постпрацездатний вік |
| -------- | ------- | ------------------ | ---------------- | -------------------- |
| Чоловіки | 577     | 148                | 378              | 51                   |
| Жінки    | 507     | 112                | 301              | 94                   |
| Разом    | 1084    | 260                | 679              | 145                  |